# Équipe d'Australie féminine de hockey sur gazon
L'équipe d'Australie de hockey sur gazon féminin est la sélection des meilleures joueuses australiennes de hockey sur gazon. Elles font partie des meilleures équipes féminines du monde, elles ont fini en deuxième place dans FIH Pro League en 2019. Elles ont joué leur premier match contre Angleterre en 1914.
Cette formation jouit depuis la fin des années 1980 d'une attention toute particulière en Australie de la part des médias et du public. Au cours des quinze années suivantes, l’équipe a réalisé le bilan le plus remarquable de son histoire. Trois médailles d'or olympiques (1988, 1996, 2000), deux médailles d'or à la Coupe du monde (1994, 1998), cinq trophées de champions (1991, 1993, 1995, 1997, 1999) et sa première médaille d'or aux Jeux du Commonwealth (1998).
En ce début du XXIe siècle, les Hockeyroos avait du mal à signer des succès significatifs.
Finaliste de la Coupe d'Océanie 2007, l'équipe a participé au tournoi olympique à Pékin du 10 au 23 août 2008.

## Palmarès
| Jeux olympiques - 1984 : 4e - 1988 : 1er - 1992 : 5e - 1996 : 1er - 2000 : 1er - 2004 : 5e - 2008 : 5e - 2012 : 5e - 2016 : 6e - 2020 : 5e - 2024 : 5e Coupe du monde - 1981 : 4e - 1983 : 3e - 1986 : 6e - 1990 : 2e - 1994 : 1er - 1998 : 1er - 2002 : 4e - 2006 : 2e - 2010 : 5e - 2014 : 2e - 2018 : 4e |  | Champions Trophy - 1987 : 2e - 1989 : 2e - 1991 : 1er - 1993 : 1er - 1995 : 1er - 1997 : 1er - 1999 : 1er - 2000 : 3e - 2001 : 3e - 2002 : 4e - 2003 : 1er - 2004 : 4e - 2005 : 2e - 2006 : 5e - 2007 : 4e - 2008 : 5e - 2009 : 2e - 2011 : 6e - 2014 : 2e |